# 代替出場
代替出場（だいたいしゅつじょう）とは、競技会やイベントへの参加が決まっていた個人・チームが、何らかの理由により参加できなくなった、あるいは参加する権利を辞退・喪失した場合に、その代替や、空いた出場枠の穴埋めとして出場する個人・チームのことを指す。
主にスポーツやテーブルゲームの競技会や大会で見られることが多いが、NHK紅白歌合戦など競技以外のイベントでも見受けられることもある。

## 代替出場が立てられるケース
- 競技者・チーム側の都合による辞退
  - 競技者またはチームのメンバー、あるいは国家や親会社が何らかの不祥事を起こすなど、社会的に大きな影響を与えた場合。
  - 競技者またはチームのメンバーやその本拠地などが何らかの事故や災害に遭遇し、それ以降競技等が続行出来ない、あるいは競技に参加できる状況にない場合。
  - チームが経営難や不祥事等により活動停止ないし消滅・解散した場合。
  - 国家や親会社等の資金難、もしくはスポンサー喪失により、その競技者またはチームの競技会参加に必要な費用の捻出や機材の確保が不可能になった場合。
  - 競技者またはチームの自主的な判断により、競技会等への参加を辞退した場合。
- 主催者側の権限や大会規定による参加取消・失権
  - 競技者またはチームの出場権を、競技会や大会の主催者側の自主的な判断により剥奪した場合。
  - 競技者またはチームが、参加に必要な登録の手続きを規定通りに行わなかった場合。
  - 競技者またはチームが行った参加に必要な登録について過誤や虚偽が判明し、規定によって失権となった場合。
  - 競技者またはチームが、指定の日時に所定の会場に到着できず、規定によって失権となった場合。
  - 出場(登録)した競技者またはチームのメンバーが、後に競技会参加権を持たないことが発覚し、規定によって失権となった場合。
  - 競技者またはチームあるいはそのメンバーが、競技会外で何らかの問題を起こしていることが発覚し、規定によって失権となった場合。
- その他
  - 競技者またはチームが、競技会・大会への出場に必要な主催者や大会後援スポンサーなどからの推薦を失い、出場権を喪失した場合。
  - ライセンスを失うなど、競技者またはチームが、それ自身の資格要件を満たせなくなったり場合。

なお、会場入りや現地での参加登録手続の日時が指定されて時間厳守という競技会の場合、競技者やチームが指定の日時までに到着し所定の手続きを行えない場合には当該の競技者やチームは競技に参加する権利を自動的に失って“欠場”となり、代替出場の制度がある場合には繰り上がりとなった代替出場者にその出場権が与えられるのが基本である。実際、プロゴルフや公営競技においては、競技者が本人の日時の勘違いによって指定日時に会場に到着できず、「参加登録無し」という事由で欠場になったという出来事は過去に数多い。一般的に、この様な形で急遽出場することになった補欠の代替出場者は、予め現地で待機しているか、あるいは出場招集を受けて現地に赴き、出場選手として別途参加登録を行う。
ただし、競技によっては、競技者やチームが指定時間に指定の場所に到着できる様に出発しており、到着できなかった原因が想定外の荒天による利用した公共交通機関の遅延への巻き込まれなど、本人に起因するものでないことが明確である場合には、賞レースからの除外や賞レースにおいて競争上著しく不利になるという条件ではあっても、到着後の競技への途中参加を許可する場合もある。一方競技会中もしくは終了後に競技者またはチームが規定によって失権となった場合、その競技者やチームの試合は没収試合とされることが多い。
競技会とは直接関係しない個人の不祥事、いわゆる「連帯責任」で出場辞退を余儀なくされるケースもある。日本の高校野球の場合、特に佐伯達夫が日本高等学校野球連盟の会長を務めた時代は、野球部員以外の不祥事(一般生徒・OB・ファン等)により甲子園出場辞退を迫られることが多くみられた。

## 代替出場者の決め方
代替出場となる競技者やチームは、主に予選試合や以前の試合成績により出場が決まっていた競技者・チームの次に優秀な成績を残した競技者・チームが選ばれることが多いが、主催者の判断や予選試合以外を含めた過去の成績などで決められる場合もある。
尚、選抜高等学校野球大会では補欠校制度があり、補欠校は出場校決定時に地域ごとに2校前後制定される。出場が決まっていた高校が何らかの理由により本大会参加辞退を余儀なくされた場合、補欠校が代替出場校となる。補欠校には順位があり、順位が高い順に出場となる。たとえば補欠校が2校決まっていて、内定校のうち1校が辞退した場合、当該地域の補欠1位校が代替出場権を得る。

## 更なる代替出場が立てられたケース
競技会・大会・イベントへの代替出場が決まっていた個人やチームも何らかの理由により参加を断念・辞退した場合、更なる代役が立てられることもある。
- 第25回全国中等学校優勝野球大会

この年の東京大会では帝京商工が優勝したものの、未登録の選手をベンチ入りさせたため、準優勝の日大三中が代替出場することとなった。しかし、日大三中も未登録の選手をベンチ入りさせたことが発覚し、出場辞退に追い込まれた。結局、早稲田実業が更なる代替代表校として出場した。
- 第47回天皇杯全日本サッカー選手権大会

当時の天皇杯は日本リーグと全日本大学選手権それぞれ上位4チームが出場していたが、日本リーグ上位4チームのうち、2位の古河電工と4位の八幡製鉄が辞退したため、繰上げとして5位のヤンマーと6位の日立本社が代替出場となった。しかし、そのうちの日立本社も辞退。更なる代替出場として7位の日本鋼管が繰り上がった。
- 第37回NHK紅白歌合戦

出場が決定していた北島三郎と山本譲二が、その年の正月に暴力団稲川会の新年会に招かれていたことが発覚し、出場辞退を余儀なくされたことで、鳥羽一郎と角川博が代役に充てられた。しかし、そのうち鳥羽一郎は自身も過去に稲川会と関わりがあったことを自ら暴露し、NHKの偽善の姿勢を批判し辞退。代役の代役にはシブがき隊が充てられた。